# Langalbandh
Langalbandh (en bengalí: লাঙ্গলবন্দ, lit. 'el lugar donde se detuvo el arado'), es un lugar sagrado de peregrinación hindú ubicado a orillas del río Brahmaputra en el distrito de Narayanganj de Bangladés. Actualmente, muchos peregrinos vienen aquí para tomar el baño sagrado. Según la leyenda, Parshuram Muni se limpió de sus pecados al bañarse en este arroyo de Langalbanda. Los devotos han estado tomando este Ashtami-Punyasna durante muchos años, recordando la absolución que se dice en las escrituras de Parshuram Muni.
El ritual anual de baño religioso en Langalbandh atrae a millones de devotos hindúes de Bangladés y también de los vecinos India y Nepal .

## Ghats
Se han construido muchos ghats para que los visitantes devotos puedan tomar el baño sagrado sin problemas. Estos ghats con terraplenes tienen varios nombres estéticos. Como: Annapurna Ghat, Prematala Ghat, Jaykali Ghat, Bardeswari Ghat, Gandhi Ghat, Shankar Ghat, Kalidah Ghat, Shikhari Ghat, etc. 
Además de estos ghats, se han construido muchos templos y Áshrams (monasterios). 

## La estampida de 2015
Durante la anual mela que cae el 27 de marzo, más de 1,5 millones de devotos se agolparon en Langalbandh para el baño ritual.  Diez devotos hindúes murieron y otros 30 resultaron heridos en una estampida multitudinaria durante el 'Astami snan', el ritual sagrado de baño hindú. Se dice que la multitud inesperadamente grande y la falta de preparación adecuada de las autoridades contribuyeron a las muertes durante la multitudinaria estampida.